# Banyumanis
Banyumanis is een bestuurslaag in het regentschap Jepara van de provincie Midden-Java, Indonesië. Banyumanis telt 8032 inwoners (volkstelling 2010).